# Virgil Tănase
Virgil Tănase (n. 16 iulie 1945, Galați, România – d. 25 iunie 2025, Paris, Franța) a fost un scriitor și regizor de teatru franco-român.
Pe vremea când activa literar în România, Virgil Tănase a participat cu contribuții semnificative la mișcările artistice ale onirismului românesc, din anii 1960, mișcare de avangardă pur românească, cu puternice influențe suprarealiste. Ulterior, deși stabilit în Franța din 1978, prin activitatea artistică sa complexă, a fost considerat ca aparținând și mișcării artistice românești a optzecismului.

## Biografie
Virgil Tănase a studiat filologia la Universitatea din București (1963-1968) și regia de teatru la Institutul de Teatru „I.L. Caragiale” (1970-1974).   După ce fusese exmatriculat de la Facultatea de Litere pentru faptul că îl menționase pe Emil Cioran la o conferință a tinerilor scriitori, și după ce a lucrat ca betonist la Combinatul siderurgic din Galați, i s-a impus, pentru a fi reprimit la facultate, să ia parte la „supravegherea informativă a legionarului grațiat Petrișor Marcel”. Dintr-un document din arhiva CNSAS reiese că după ce a acceptat această condiție Virgil Tănase nu a respectat angajamentul luat și la numai câteva luni după reprimirea lui în facultate a fost „exclus din sistemul informativ”.
Continuându-și activitatea de disident, Virgil Tănase a publicat în 1977, în Franța, un roman interzis în România și a dat, de la București, interviuri în presa străină criticând aspru regimul politic românesc. Ca urmare i s-a dat un pașaport pe care nu-l ceruse și i s-a impus să plece cu familia în străinătate. La începutul anului 1978, Virgil Tănase s-a stabilit în Franța unde nu a cerut azil politic, rămânând cetățean român și după ce a obținut naționalitatea franceză.
La Paris, Virgil Tănase a obținut un doctorat în sociologia și semiologia artei (1979) sub conducerea lui Roland Barthes și a desfășurat o amplă activitate de scriitor, de jurnalist și de regizor de teatru. Din 1999 el predă Istoria civilizațiilor la Institutul Internațional de Imagine și Sunet de la Paris.
A fost, ca și Paul Goma, ținta unei încercări de asasinare pusă la cale de DIE (Direcția de informații externe)/ Securitate, care l-a însărcinat pe Matei Pavel Haiducu să o execute.
Între 1993-1997 și 2001-2005 a fost directorul Centrului Cultural Român din Paris, Franța.

## Romane
- Portrait d'homme à la faux dans un paysage marin, Flammarion, 1976
- Apocalypse d'un adolescent de bonne famille, Flammarion, 1980; (Apocalipsa unui adolescent de familie), București, 1992
- L'Amour, l'amour, Paris, 1982; (Evenția Mihăescu: Tratatul dumneaei de călătorie exotică la ceasul nunții sale dintr-un secol revolut), Craiova, 1994
- C'est mon affaire, Paris, 1983;
- Cette mort qui va et vient et revient, Hachette, 1984
- Le bal sur la goélette du pirate aveugle (Illustrated by Pierre-Marie Valat, and Willi Glasauer), Paris, 1987
- La Vie mystérieuse et terrifiante d'un tueur anonyme, Ramsay, 1990
- Ma Roumanie (Entretiens avec Blandine Teze-Delafou), Paris, 1990; (România mea), traducere de Irina Petraș, București, 1996
- Ils refleurissent, les pommiers sauvages, Ramsey, 1991
- Zoïa, éditions Non Lieu, 520 pagini, 2009

## Texte
- C'est mon affaire, sotie, Flammarion, 1983
- Ma Roumanie, Ramsey (1996 pentru ediția română la Editura Didactica și pedagogica), 1990
- Beatrix, Macferlone, Isabella, Ed. Universitatii de Vest, 2006
- Tchekhov, collection Folio biographies, 2008
- Albert Camus, Gallimard, ianuarie 2010
- Leapșa pe murite, Ed. Adevărul,  2011
- Dostoievski,  Ed. Gallimard, coll. Folio biographies (tradus în Japonia și Brazilia), 2012
- Saint-Exupéry, Ed. Gallimard, coll. Folio biographies, 2013

## Teatru
- 1983:   Le Paradis à l'amiable,  Théâtre Le Lucernaire, Paris
- 1993:  Veneția mereu,  Teatrul Mundi, Bucuresti (1997)
- 1994:  Salve Regina, Théâtre de l'Ile St. Louis, Paris (1997) (versiunea românească jucată la Teatrul Nottara 1998)
- 1994:  Petites calamités heureuses (versiunea românească publictă în volumul de Teatru)
- 1994:  De Crăciun după revoluție, Teatrul național București (1995)
- 1995:  L'enfant d'un siècle colossal, Théâtre de Corbeil-Essonnes (1998) (versiunea românească publicată în volumul de Teatru)
- 1996:  Moderncarnavaltango (2007 pentru versiunea româna publicată în revista Drama)
- 1997:  Teatru,  volum la editura. Eminescu, București - Premiul Academiei Române
- 1997:  Les Jumeaux de Goldoni,  Théâtre Le Lucernaire, Paris (1997)
- 1998:  Le Complexe d’Œdipe
- 2003:  Comme vagues d’écume hurlantes (Robert et Clara Schumann)
- 2008:  L’extraordinaire enlèvement de la belle-fille du pape
- 2009:  Ton mari, mon frère, Tchékhov
- 2010:  Une tasse de thé…, spectacol la Festivalul de la Grigny
- 2011:  Fiarele, spectacol la Teatrul Fanny Tardini Galați, text publicat în revista Literatorul, august-noiembrie 2011
- 2011:  Le démon du jeu, spectacol la Festivalul de la Grigny

## Puneri în scenă
- 1975: Molière - Burghezul gentilom, Teatrul Național Iași
- 1976: Il pleut, si on tuait papa-maman de Yves Navarre la Coupe-Chou Beaubourg
- 1980: Soir de grève de Odile Ehret la Théâtre du Marais și Théâtre du Croq'Diamants cu Marie-Georges Pascal și Jean-Claude Robbe
- 1995: Le Rouge et le noir adaptare de Emmanuelle de Boysson după Stendhal la Théâtre du Lucernaire cu Julie Debazac
- 2006: Le Petit Prince adaptare de Virgil Tanase după Antoine de Saint-Exupéry la Comédie des Champs-Elysées
- 2012: Mais n'te promène donc pas toute nue ! de Georges Feydeau la Festival d'Avignon Off și Théâtre Buffon

## Premii și distincții
- Premiul de dramaturgie al Academiei Române (1997)
- Premiul de literatură al Uniunii Latine (2004)
- Doctor honoris causa al Universității Dunărea de Jos, Galați[8]
- Premiul Șerban Cioculescu al Muzeului literaturii române pentru memorialistică (2012)
- Premiul Salonului de biografie de la Hossegor (2013)
- Ordinul Artelor și Literelor din Franța (1987)
- Cavaler al Ordinului „Serviciu credincios” (2002)[9]